# San José Acatempa
San José Acatempa – niewielka miejscowość w południowo-wschodniej Gwatemali, w departamencie Jutiapa, około 33 km na zachód od stolicy departamentu, miasta Jutiapa, oraz około 50 km na zachód od granicy z Salwadorem. Miasto leży w rozległej dolinie w górach Sierra Madre de Chiapas, na wysokości 1368 m n.p.m. Według danych szacunkowych w 2012 roku liczba ludności miasta wyniosła 12 312  mieszkańców. 

## San José Acatempa
Jest siedzibą władz gminy o tej samej nazwie, która w 2012 roku liczyła 15 481 mieszkańców.  Gmina jak na warunki Gwatemali jest mała, a jej powierzchnia obejmuje 68 km². Gmina ma charakter rolniczy.    